# Monique Pelletier (femme politique)
Pour les articles homonymes, voir Monique Pelletier et Pelletier.
Pour l'historienne, voir Monique Pelletier (historienne).
Monique Pelletier, née Bédier le 25 juillet 1926 à Trouville-sur-Mer, est une femme politique française.
Elle est ministre de 1978 à 1981 (sous la présidence de Valéry Giscard d'Estaing) puis membre du Conseil constitutionnel de 2000 à 2004.

## Biographie

### Jeunesse et formation
Monique Pelletier, de son nom de jeune fille Bédier, passe son enfance à Trouville-sur-Mer. Elle étudie au lycée à Deauville, puis au lycée Racine à Paris. 
Après avoir envisagé dans un premier temps de suivre des études de médecine, elle obtient une licence en droit et passe son certificat d'aptitude à la profession d'avocat. Elle s'inscrit à l'âge de 19 ans au barreau de Paris. 

### Carrière dans la magistrature
De 1948 à 1960, elle est juge assesseur au tribunal pour enfants de Seine, puis à Nanterre de 1966 à 1978. 
Elle dirige de 1972 à 1977 l'École des parents et des éducateurs, association reconnue d'utilité publique. 

### Carrière politique
De 1969 à 1974, elle est responsable de la commission Femmes au Centre démocratie et progrès. Elle est élue en 1971 au conseil municipal de Neuilly-sur-Seine sur la liste d'Achille Peretti, avant de devenir adjointe au maire en 1977.
Elle se rapproche de Valéry Giscard d'Estaing lors de l'élection présidentielle de 1974. Elle rejoint les Républicains indépendants, dont elle devient secrétaire nationale chargée de la famille et de la femme.
Sensibilisée au fléau de la drogue par son poste de magistrat, elle est chargée en 1977, par le président Valéry Giscard d'Estaing sur les conseils de Michel Poniatowski, d'un rapport sur le problème de la drogue en France, rapport d’abord jugé trop laxiste avant d'être approuvé par l'Élysée, dans lequel elle invite le gouvernement à mieux prendre en charge les toxicomanes. 

#### Fonctions ministérielles
L'année suivante, Monique Pelletier entre au gouvernement comme secrétaire d'État auprès du garde des Sceaux Alain Peyrefitte. Pour « canaliser » ses envies de réformes, elle est nommée quelques mois plus tard, ministre déléguée auprès du Premier ministre, chargée de la Condition féminine. 
En février 1980, son titre devient « ministre délégué auprès du Premier ministre, chargé de la Famille et de la Condition féminine ». Elle fait voter la reconduction, en 1979, de la loi Veil en faveur de l'interruption volontaire de grossesse (qu'elle aurait voulu remboursée par la Sécurité sociale) et de la criminalisation du viol en 1980. 
Elle fait adopter au conseil des ministres en janvier 1979 « cinq mesures en faveur des femmes » pour expérimenter les quotas de femmes sur les listes de candidats aux élections ; si le projet de loi est adopté en novembre 1980 par l’Assemblée nationale, il n’est jamais discuté au Sénat, faute de soutien politique suffisant. 
Elle incarne alors, avec Françoise Giroud et Simone Veil, une nouvelle génération de femmes politiques. Elle rejoint l'Union pour la démocratie française (UDF) après sa création en 1978. Elle y incarne une orientation sociale-libérale, s'opposant au sein du Parti républicain aux libéro-conservateurs comme Alain Madelin, François Léotard et Charles Millon.

#### Campagne de 1981
Monique Pelletier démissionne le 4 mars 1981 pour prendre part à la campagne pour la réélection de Valéry Giscard d'Estaing. Avec Jean-François Deniau et Jean-Philippe Lecat, elle est porte-parole du président sortant et s'occupe de ses comités de soutien. 
Après la défaite de son camp en 1981 et son échec dans la première circonscription d'Eure-et-Loir (42,2 %), elle retourne à son métier d'avocate au barreau de Paris et exerce au sein du cabinet Ngo Cohen Amir-Aslani. 

### Autres fonctions
Le 22 mars 2000, Monique Pelletier est nommée par Jacques Chirac au Conseil constitutionnel en remplacement de Roland Dumas. Son mandat s’achève le 8 mars 2004.
Elle découvre les difficultés des personnes handicapées après que son mari a été victime d'un AVC. Dès lors, elle s'investit pour cette cause et devient présidente, puis présidente d'honneur, du Conseil national handicap (CNH)[Quand ?].
Elle milite à plusieurs reprises pour une grande réforme de la justice. 
En 2016, elle révèle avoir été agressée par un sénateur en 1979, lequel l’a embrassée de force, sans que cela aille plus loin, à la fin d’un entretien s’étant déroulé dans un bureau du Sénat.

## Vie privée
Elle est mariée à un industriel, mort en 2015, et mère de sept enfants. L’économiste Christian de Boissieu était son gendre.

## Publications
- Le Droit dans ma vie (1975). Elle y explique l'importance du droit dans la vie quotidienne des Français.
- Nous sommes toutes responsables (1981). Description de son combat de féministe.
- La Ligne brisée (1995). Son combat aux côtés de son mari devenu handicapé.
- Le Soleil peut attendre (2011, autobiographie). Une autobiographie sur sa vie politique et professionnelle.
- Souvenirs irrespectueux d'une femme libre (2017), éd. Pc

## Décorations
- Grand-croix de la Légion d'honneur Elle est officier de l'ordre depuis le 4 décembre 1990, et commandeure depuis le 6 avril 2007[18]. Elle est élevée à la dignité de grande-officière le 31 décembre 2013[19], puis à celle de grand-croix le 12 juillet 2017[20].
- Grande officière de l'ordre national du Mérite Elle était commandeure de l'ordre depuis le 22 juin 1998, puis est élevée à la dignité de grande-officière le 14 mai 2010[21].